# Pando (Urugwaj)
Pando – miasto w Urugwaju, w departamencie Canelones. Jest najważniejszym ośrodkiem handlowym i przemysłowym departamentu, liczącym 27 000 mieszkańców.

## Historia
Pando założone została w roku 1780, ale prawa miejskie otrzymało dopiero 5 sierpnia 1920 roku.